# Friend-to-friend
Friend-to-friend (друг-к-другу, F2F) — разновидность одноранговой сети (P2P), в которой пользователи устанавливают прямые соединения только с заранее выбранными пользователями (друзьями, англ. friend). Для аутентификации могут использоваться цифровые подписи или пароли.
В отличие от других типов приватных P2P-сетей, пользователи F2F-сети не знают, кто за пределами их круга друзей пользуется сетью. Этим обеспечивается анонимность пользователей.
RetroShare, GNUnet и Freenet — примеры ПО, на основе которого можно создать F2F-сеть (GNUnet по умолчанию не настроен для работы в режиме F2F-сети).
Термин «friend-to-friend-сеть» (F2F-сеть) предложен Даниэлем Бриклином в 2000 году.

## Преимущества и недостатки

### Преимущества F2F
- Использование F2F-сетей позволяет избегать атак типа mitm, то есть пользователи могут без опасений обмениваться секретными данными (например, крипто-ключами) со своими друзьями.
- При использовании F2F-сетей пользователь может настроить фаерволл так, чтобы доступ к порту программы, обеспечивающей подключение к сети F2F, был разрешён только друзьям (так как IP-адреса друзей заведомо известны). Благодаря этому случайные люди не смогут доказать, что с IP-адреса пользователя можно было получить доступ к обсуждаемым файлам.
- Поскольку программы, обеспечивающие подключение к сети F2F, шифруют данные, передаваемые между соседними узлами сети, и используют неполное шифрование при передаче данных между оконечными точками, пользователи промежуточных узлов могут отслеживать, какого рода файлы передаются через них.
- То, что соединения возможны только между доверенными узлами (между друзьями), защищает пользователей от взломщиков, которые могли бы использовать уязвимости ПО сети.
- Меньше личеров.

### Недостатки F2F
- В настройках программы, обеспечивающей подключение к сети F2F, нужно вручную указывать список всех своих друзей. Ситуация усугубляется, если пользователь хочет опробовать несколько различных программ.
- Обычно не так много друзей (пиров (peer)) готовы участвовать в сети в режиме 24/7.

## Что не является F2F-сетями
- Большинство программ и веб-сайтов, позволяющих друзьям общаться друг с другом, подключаются к сетям, не являющимся F2F-сетями, например, IRC, социальные и IM-сети.
- Сеть из приватных FTP-серверов также не является сетью F2F, поскольку взаимодействие пользователей происходит только с сервером, а не между друзьями.
- Приватный DC-хаб тоже нельзя назвать F2F-сетью, поскольку пользователь может определить IP-адреса любых подключающихся к нему пользователей.
- Термин F2F не применим к сети, созданной пользователями программы Freenet версии 0.5, так как это ПО автоматически устанавливает новые соединения между узлами. С версии 0.7 создаваемую Freenet сеть можно назвать darknet-сетью, которая подходит под определение F2F.
- ПО F2F не является F2F-сетью, может использоваться как для создания новой сети, так и для участия в существующей. Существующие сети могут быть соединены для создания большей сети. Поскольку для соединения сетей необходимо лишь доверие одного из участников, невозможно определить количество существующих обособленных F2F-сетей. По этой причине F2F-сети являются частью больших по размеру darknet-сетей.